# Andrzej Grabowski (Schauspieler)

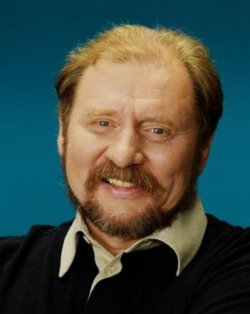
Andrzej Grabowski

Andrzej Grabowski (* 15. März 1952 in Chrzanów, Polen) ist ein polnischer Schauspieler, Synchronsprecher und Sänger. 

## Biografie
Andrzej Grabowski studierte Schauspiel an der Państwowa Wyższa Szkoła Teatralna im. Ludwika Solskiego in Krakau und spielte anschließend nach seinem Abschluss 1974 am Theater Teatr im. Juliusza Słowackiego in Krakau. Sein Leinwanddebüt gab er als namenloser Student in dem 1976 erschienenen und von Jan Rybkowski inszenierten Dulscy. Dem deutschsprachigen Publikum wurde er vor allen Dingen durch seine Darstellungen in Filmen wie Edges of the Lord – Verlorene Kinder des Krieges, Der Tag eines Spinners und Herrn Kukas Empfehlungen bekannt.
Neben seiner Schauspielerei in Film und auf der Theaterbühne ist Grabowski auch als Synchronsprecher tätig. So ist er unter anderem die polnische Stimme von Alastor Moody aus der Harry-Potter-Filmreihe.
Grabowski war bis 2008 mit der Schauspielerin Anna Tomaszewska, mit der er zwei gemeinsame Kinder hat, verheiratet. Seit 2009 ist er neu verheiratet.

## Filmografie (Auswahl)
- 1976: Dulscy
- 1994: Ort der Wunder (Cudowne miejsce)
- 1995: Tollkühne List des Oberst Kwiatkowski (Pulkownik Kwiatkowski)
- 1997: Spellbinder – Im Land des Drachenkaisers (Spellbinder 2: Land of the Dragon Lord), Fernsehserie, vier Folgen
- 1999: Die Kreuzritter 5 – Mit Feuer und Schwert (Ogniem i mieczem)
- 2001: Edges of the Lord – Verlorene Kinder des Krieges (Edges of the Lord)
- 2002: Der Tag eines Spinners (Dzień świra)
- 2007: Strajk – Die Heldin von Danzig (Strajk – bohaterka z Gdańska)
- 2008: Herrn Kukas Empfehlungen
- 2013: 1939 Battlefield Westerplatte – The Beginning Of World War 2 (Tajemnica Westerplatte)
- 2015: Dibbuk – Eine Hochzeit in Polen (Demon)
- 2016: Grenzgänger – Gefangen im Eis (Na granicy)
- 2017: Die Spur (Pokot)
- 2018: Plagi Breslau – Die Seuchen Breslaus
- 2021: Nobody Sleeps in the Woods Tonight 2 (W lesie dziś nie zaśnie nikt 2)